# 大圓菊珊瑚
大圓菊珊瑚（学名：Montastrea magnistellata）为菊珊瑚科圓菊珊瑚屬下的一个种。